# Indygówka wenezuelska
Indygówka wenezuelska (Amaurospiza carrizalensis) – gatunek małego ptaka z rodziny kardynałów (Cardinalidae), wcześniej zaliczany do tanagr (Thraupidae). Autorzy Handbook of the Birds of the World, a tym samym Międzynarodowa Unia Ochrony Przyrody (IUCN), uznają ją za podgatunek indygówki ciemnej (Amaurospiza moesta).
Występuje endemicznie w Wenezueli. Zamieszkuje wyłącznie wyspę Carrizal na rzece Caroní (prawy dopływ Orinoko). Gatunek ten jest krytycznie zagrożony wyginięciem wskutek utraty siedliska.
Długość ciała 12 cm; masa ciała 12–14 g. Samce są szare z niebieskimi plamkami, a samice są żółte.
Gatunek został naukowo opisany w 2003 r. na podstawie trzech okazów; jego jedynym znanym środowiskiem jest roślinność bambusowa na tej wyspie, która została zniszczona pod budowę zapory wodnej, ale naukowcy mają nadzieję na znalezienie tego ptaka w innym, podobnym miejscu.